# 짐 쿠엘
짐 쿠엘(GM QUEL)은 애니메이션《기동전사 건담 0083 STARDUST MEMORY》《기동전사 Z건담》등에 등장하는 가공의 병기로 티탄즈의 양산형 모빌 슈트(형식번호: RGM-79Q)이다.

## 기체 해설
짐 쿠엘은 스페이스 콜로니 내부에서 지온 공국군 잔당 토벌을 시작으로 폭주진압용 등 치안유지활동을 주목적으로 개발된 티탄즈 초기 주력 양산 모빌슈트이다. 기본 구조는 델라즈 분쟁 시기에 에이스 파일럿용으로 배치된 짐 커스텀을 베이스로 하고 있으며, 개발은 전후 접수된 공국군 시설 및 병기 등에서 입수된 기술을 배제하고 순수 연방군 기술로만으로 이루어졌다. 이는 지구지상주의를 내건 티탄즈에서의 운용이 전제되어 있었기 때문으로 건조 자체도 구지오닉사 기술자가 다수 재적(在籍)하고 있던 애너하임 일레트로닉스사 등 민간기업의 협력을 배제하고 루나2 공창 내에서 독자로 이루어졌다. 여기에는 지구지상주의를 제창한 티탄즈 창설자 자미토프 하이만 준장(당시)의 의향이 크게 반영되었다고 전해 내려온다.
기체 명칭인 Quel에는「진압하다」라는 의미와 함께「지구의 법과 권한을 행사한다」(Qualified and Use of Earthly Law)라는 의미가 내포되어 있다. 그 운용 목적에 따라 대인제압전에 중점을 두고 있으며, 그에 따라 센서 성능의 향상이 이루어졌다. 두부 센서의 개량과 함께 발목 앞부분에 대지 멀티센서가 추가되었다. 좌흉부(左胸部)에도 새로운 센서가 설치되었다.
또한, 짐 커스텀에 비해 양산성을 향상시켰고, 그와 동시에 신뢰성을 잃지 않는 범위 안에서 새로운 기술이 투입되었다. 비교적 하중 부담이 적은 흉부(胸部) 구조에 한정해 후에 소위 무버블 프레임의 전신적(前身的) 기구가 시험적으로 채용되었다. 복부(腹部) 콕핏 주변 등의 형상을 바탕으로 볼 때, 이 기체를 베이스로건담 Mk-Ⅱ가 완성된 것으로 여겨진다. 흉부 복합 인테이크 덕트 및 백팩은 짐 커스텀과 같은 오거스타계 건담인 건담 NT-1에 준하는 형상을 가진 것이 설치되었다.
고정 무장은 두부 60 밀리미터 발칸 2문과 백팩에 빔 사벨을 1기 장비한다. 콜로니 내부 전투를 전제로 개발되었기 때문에 주로 머신건을 휴대했지만, 빔 라이플도 사용 가능하다. 실드는 전완부(前腕部)에 설치된 랫치(latch)에 부착할 수 있다.
짐의 변형기 대부분이 흰색 계통 도장인 데 반해, 짐 쿠엘은 티탄즈 컬러인 검은색 계통으로 도장이 이루어져 있다. 티탄즈 테스트 팀에 배속된 기체 중 1기는 건담 헤드가 장비되어 건담 TR-1 [헤이즐]의 예비기로서 이용되다가, 개수를 받고 새롭게 RX-121-2이라는 형식 번호를 획득하고 건담 TR-1 [헤이즐 2호기]가 되었다.

## 무장

### 두부 60 밀리미터 발칸포
두부에 2문 내장된 근접 전투용 기관포. 초대 건담부터 이어져 내려온 연방계 MS의 전통적인 무장이다.

### 빔 사벨
건담 NT-1 이후의 기체에 채용된 센터 배치형 에너지 서플라이 유니트에 대응되는 빔 사벨(형식번호 XB-G-1065H). 그립에 내장된 에너지 CAP 시스템과 매니플레이터 플러그 쌍방에서 구동 가능한 듀얼 서플라이 디바이스 방식을 채용하고 있다. 짐 커스텀에 채용된 XB-G-1019H형의 마이너 체인지 모델로 기본 성능은 거의 동등한다.

### 짐 라이플
짐Ⅱ 등 타계열 기종에서도 널리 사용된 빔 라이플(형식번호 BAUWA・BR-S-85-C2). 빔 스프레이건 생산라인을 유용해 제작된 염가 모델이지만 출력, 가동시간 면에서 개량이 이루어져 충분한 만큼의 실용적 성능을 보유했다. 또한 콘페이토우 방면군 소속 기체 중 헤이즐과 동형의 단총열(短銃列) 빔 라이플을 장비한 기체도 존재한다.

### 실드
타계열기에서도 널립 보급된 방어무장.(형식번호 RGM・M-Sh-ABT/S-0019S). 피탄 시의 효율적인 운동 에너지 감면 및 확산을 목적으로 곡면 형태를 취하고 있다. 표면에는 특수 코팅 처리가 되어 있어, 빔 병기에 대해서도 어느 정도의 내구성을 가진다. 뒷면에는 머신건의 예비 탄창을 총 2기 수납 가능하다.

## 극중에서의 활약
《기동전사 건담 0083 STARDUST MEMORY》에서는 새롭게 결성된 바스크 휘하 엘리트 부대 티탄즈 전력으로서 등장한다. 또한 극장판 《기동전사 Z건담》에서는 경비를 하고 있는 장면이 추가되었다. 겨우 수 컷으로 거의 움직임도 없다. 모두 티탄즈 컬러로 도장되어 있었으며, 극장판 《기동전사 Z건담》에서 등장하는 기체는 《0083》판 및 프라모델의 사양과는 달리 건담 MKⅡ를 기초로 하고 있다. 극장판 《Z건담Ⅲ》에서는 에우고 진영으로 등장했고, 여기서는 에우고 측의 짐Ⅱ 컬러인 흰색/녹색으로 도장되어 있었다.
프라모델 1/100 마스터 그레이드 모델에 첨부되어 있는 일러스트 게재 에피소드에서는 MS를 내세운 과격한 노동 조합의 쟁의를 순식간에 진압했다고도 한다. 잡지 기획 《ADVANCE OF Z 티탄즈의 깃발 아래》에서는 TR-1 헤이즐의 베이스 기체가 된 것 외에, 콘페이토우 주둔 부대 기체로서 일반적인 짐처럼 흰색 계통으로 컬러링이 된 기체도 등장한다.

## 그 외
기체 디자인은 카토키 하지메. 이 기체의 설정화는 《기동전사 건담 0083 STARDUST MEMORY》의 제작이 OVA판의 최종화 발매 전에 극장판이 공개되면서 원화가 먼저 그려진 후에 설정화가 만들어진 특수한 사례였다. 그 때문에 원화를 카토키 자신이 그렸다고 전해진다. 이러한 관계로 원화와 설정화 사이에 형상 일부에서 상이점이 존재한다. (원화에서는 팔꿈치 관절부가 멀티 몰드(multi mold)이다. 각부는 계열기 짐 커스텀처럼 무릎에 스러스터, 발목 앞부분에 대지 멀티 센서에서의 유무에서 차이가 존재한다.) 그 때문에 일부 팬들로부터 원화판은 짐 쿠엘 초기 생산형으로 불리고 있다. 또한 프라모델 1/100 마스터 그레이드 짐 쿠엘이 제작 되면서 새로운 설정화가 그려졌을 당시 당초 설정화와는 전체적으로 인상이 다른 직선적인 이미지로 변경되었으며, 특히 백팩은 각부(各部)의 밸런스가 다시 설계되었다. (이 재디자인은 앞서 발매된 건담 NT-1의 일부 금형을 유용해서 키트화된 관계로 NT-1과의 디자인적인 통합성을 중시할 수밖에 없었다는 사정도 존재했다.) 컬러링도 당초 회색과 흑색 조합에서 현재 일반적으로 알려진 건담 MKⅡ를 의식한 짙은 감색을 중심으로 한 조합으로 변경되었다.

## 변형기(Variation)
- RGM-79Q 짐 쿠엘
- RX-121 건담 TR-1 [헤이즐]
  - RX-121-1 건담 TR-1 [헤이즐改]
  - RX-121-1+FF-X29A 건담 TR-1 [헤이즐 라]
    - FF-X29A G파츠 흐루두두

  - RX-121-2 건담 TR-1 [헤이즐 2호기]
  - RX-121-2A 건담 TR-1 [어드밴스트 헤이즐]

- 건담 시리즈에 등장하는 병기 일람표